# Nabiximols
| Allgemeine Angaben    | Allgemeine Angaben | Allgemeine Angaben |
| --------------------- | --- | --- |
| Name                  | Nabiximols (USAN) | Nabiximols (USAN) |
| Andere Namen          | - Cannabidiol-Mischung mit Tetrahydrocannabinol - Eingestellter Cannabis sativa L.-Blätter-, Blüten-Dickextrakt - GW 1000 | - Cannabidiol-Mischung mit Tetrahydrocannabinol - Eingestellter Cannabis sativa L.-Blätter-, Blüten-Dickextrakt - GW 1000 |
| CAS-Nummer            | 56575-23-6 | 56575-23-6 |
| PubChem               | 44148067 | 44148067 |
| ATC-Code              | N02BG10 | N02BG10 |
| Wirkstoffklasse       | Schmerzmittel | Schmerzmittel |
| Verschreibungspflicht | - CAN, EU (2011), CH (2013): als Betäubungsmittel                                                                         | - CAN, EU (2011), CH (2013): als Betäubungsmittel                                                                         |
| Komponenten           | | |
| Name                  | Cannabidiol | Tetrahydrocannabinol |
| Strukturformel        | | |
| Summenformel          | C21H30O2 | C21H30O2 |
| CAS-Nummer            | 13956-29-1 | 1972-08-3 |

Nabiximols ist eine als Arzneistoff verwendete Pflanzenextraktmischung aus den Blättern und Blüten der Hanfpflanze (Cannabis sativa L.).
Nabiximols enthält jeweils standardisierte Gehalte an Tetrahydrocannabinol (THC) und Cannabidiol (CBD) und unterlag betäubungsmittelrechtlichen Vorschriften. Seit April 2024 unterliegt medizinisches Cannabis und damit auch Nabiximols in Deutschland nicht mehr dem Betäubungsmittelgesetz. Der Extrakt ist der Wirkstoff eines in Großbritannien, Dänemark, Tschechien und Deutschland zugelassenen Arzneimittels, um spastische Symptome bei Patienten mit Multipler Sklerose im Rahmen einer Zusatzbehandlung zu verbessern. In Kanada umfasst die Zulassung die begleitende Behandlung von neuropathischen Schmerzen bei Multipler Sklerose und die Schmerzbehandlung von Krebspatienten, bei denen eine Therapie mit Opioiden nicht anschlägt.
Weitere Anwendungsgebiete, insb. die Behandlung von Schmerzen bei Krebs, befinden sich in der klinischen Prüfung.

## Entwicklung
Nabiximols wurde von GW Pharmaceuticals entwickelt und besteht aus zwei Dickextrakten, die aus Blättern und Blüten von Cannabis sativa durch Auszug mit flüssigem Kohlendioxid hergestellt werden. Für die Herstellung des einen Extrakts kommt ein CBD-Chemotyp, für die des weiteren Extrakts ein THC-Chemotyp von Cannabis sativa zum Einsatz. Nabiximols wird durch die mengenmäßige Variation der beiden Extrakte auf feste Gehalte an THC und Cannabidiol eingestellt.
Das Nabiximols-haltige Fertigarzneimittel Sativex ist ein Mundspray, das auf die Innenseite der Wange gesprüht wird, da THC über die Mundschleimhaut besonders gut resorbiert wird.
Sativex ist in mehreren europäischen Ländern zugelassen zur zusätzlichen Behandlung von Patienten mit Multipler Sklerose, um mittelschwere bis schwere spastische Symptome zu verbessern. Voraussetzung ist, dass die Patienten nicht ausreichend auf eine andere antispastische Therapie angesprochen haben und sich die Beschwerden durch die Therapie mit Sativex erheblich klinisch verbessern. Einen ersten Zulassungsantrag in Großbritannien, Dänemark, Spanien und den Niederlanden hatte der Antragsteller GW Pharmaceuticals Anfang 2007 zurückgezogen, nachdem die Zulassungsbehörden der Länder die therapeutische Wirksamkeit von Sativex als nicht hinreichend bewiesen beurteilten. Nach erneuten Anträgen im Jahr 2009 in Großbritannien und Spanien wurde im Juni 2010 in Großbritannien die Zulassung erteilt, es folgten Zulassungen in Tschechien im April, in Deutschland im Mai und in Dänemark im Juni 2011. In Deutschland ist Sativex seit Juli 2011 im Markt. Vorangegangen war im Mai 2011 die Umstufung von Cannabisextrakt als nicht verkehrsfähigem Betäubungsmittel (Anlage I des deutschen Betäubungsmittelgesetzes, BtMG) in die Gruppe der verschreibungsfähigen Betäubungsmittel (Anlage III des BtMG; nur als Fertigarzneimittel).